# 比尔森火车总站
比尔森火车总站是捷克共和国波希米亚西部最大的城市比尔森的主要火车站。1862年，从布拉格到比尔森的捷克西部铁路开通时，车站同时启用。

## 历史
目前的比尔森火车总站建于1907年，是新艺术运动风格，由魯道夫·舍特奇设计。鲁道夫·舍特奇还共同出资兴建该车站，但後因债务，于1908年自杀。
在1945年春天，该建筑遭到美军轰炸而严重损坏，第二次世界大战后重建，恢复原貌。
在50年代，该建筑被更名为比尔森哥特瓦尔德车站，以捷克斯洛伐克首任共产党总统哥特瓦尔德命名。天鹅绒革命后，车站恢复原名。
自2000年以来，该建筑列为捷克文化遗产。
2012年该建筑被重建。 2013年开通了人行地下通道。